# Micrathena embira
Micrathena embira är en spindelart som beskrevs av Levi 1985. Micrathena embira ingår i släktet Micrathena och familjen hjulspindlar. Inga underarter finns listade i Catalogue of Life.